# Gama quadrifoliata
Gama quadrifoliata är en skalbaggsart som beskrevs av Moser 1918. Gama quadrifoliata ingår i släktet Gama och familjen Melolonthidae. Inga underarter finns listade i Catalogue of Life.